# Atlantska mala trska
Atlantska mala trska (znanstveno ime Microgadus tomcod) je riba iz družine trsk.
Atlantska mala trska je razširjena v obalnih vodah Severne Amerike od Zaliva Svetega Lovrenca, Nove Fundlandije in Labradorja do Virginije na jugu. Pogosto zaide tudi v reke, kjer je priljubljena lovna riba za ledno ribarjenje.
Ta vrsta je zelo prilagodljiva, kar se je izkazalo v reki Hudson, kamor je podjetje General Electric med letoma 1947 in 1976 izpuščalo strupene poliklorirane bifenile. Ribe so se v nekaj letih z evolucijo tako prilagodile, da jim strup ni več škodil . Znanstveniki so ugotovili, da so bile genske mutacije prisotne v 99% rib, živečih v reki medtem, ko je bil odstotek pri trskah od drugod le 10% .